# Carolina Pascual Villalobos
Carolina Pascual Villalobos (Elx, Baix Vinalopó, 1 de juliol de 1974) és una enginyera de telecomunicacions i política valenciana, fou consellera d'Innovació, Universitats, Ciència i Societat Digital de la Generalitat Valenciana entre el 2019 i el 2022 (X Legislatura) al govern de coalició entre el PSPV, Compromís i Podem presidit pel socialista Ximo Puig.
Va estudiar al col·legi de les Jesuïtines d'Elx. Llicenciada per la Universitat Politècnica de València i doctorada l'any 2008 per la Universitat d'Alacant, centre on exerceix una tasca docent des de l'any 2001. Entre els anys 2017 i 2019 va ser presidenta de l'Associació Valenciana d'Enginyers de Telecomunicació (AVIT) i consellera del Col·legi Oficial d'Enginyers de Telecomunicació (COIT) entre 2018 i 2019.
Sense militància política pública coneguda, va ser triada com a consellera després de les eleccions a les Corts Valencianes de 2019 com a membre independent i a recomanació de Ximo Puig. En el marc de la crisi de govern el maig de 2022 fou substituïda per la socialista Josefina Bueno i Carolina Pascual va ser designada poc després Comissionada de la Presidència de la Generalitat per a la Digitalització i la Ciberseguretat de la Comunitat Valenciana.